# Unione Sportiva Agropoli 1921
L'Agropoli, per esteso Unione Sportiva Agropoli 1921 è una società calcistica italiana con sede nella città di Agropoli, in provincia di Salerno. Milita in Promozione, la sesta serie del campionato italiano di calcio.

## Storia
Il calcio in città nasce nel 1921 con la U.S. Pro Agropoli. Il club prese inizialmente parte ai campionati non ufficiali ULIC.
Intorno agli anni trenta, guidata dal capitano Pasquale Di Luccio e dal tecnico ungherese Clamona la squadra vinse il campionato campano uliciano battendo in finale la Maddalonese. In seguito, con il cambio di presidenza, giunse La Palomenta e la squadra cambiò anche i suoi colori, da bianco-nero a rosso con bordi azzurri ed in seguito il colore sociale divenne interamente azzurro. A seguito anche degli eventi bellici in corso, una volta andato via il presidente La Palomenta, il club si sciolse. Sotto la presidenza dello studente universitario Emanuele di Sergio affiancato da Mario Guariglia, il calcio agropolese vide sorgere una nuova compagine, ossia il GUF (Giovani Unitari Fascisti) che ebbe come principali calciatori le figure di Peppino Meretta e Peppino Crispi.
Il GUF partecipò inizialmente a partite amichevoli e tornei rionali, e nel 1939 prese parte ad un torneo provinciale con in palio il trofeo Italo Balbo. A questo torneo partecipò anche la Cavese, la quale venne battuta dagli agropolesi per 4 a 1, e la quaterna venne messa a segno da Ignazio Pecora. In seguito, a causa della leva militare tutti i giocatori partirono, ed il calcio agropolese conobbe un nuovo periodo di stasi, che venne però colmato a partire dal secondo dopoguerra: l'Agropoli ritornò sui campi di gioco.
Nell'immediato dopoguerra disputò delle amichevoli e prese poi parte al campionato misto di Serie C, dove a causa di un episodio di violenza scaturito da una controversa decisione arbitrale durante un match contro i cugini della Battipagliese, la squadra venne radiata dal torneo dopo sole due giornate, e venne pesantemente multata. Finì per queste decisioni la gestione Guariglia.
Successivamente, dopo vani tentativi di ricostruire una squadra venne data al prof. Algerino De Simone la responsabilità di ricostruire una società sotto le insegne dell'Unione Sportiva Agropoli. Negli anni cinquanta mentre il numero di soci del club aumentò, la squadra militò per diversi anni tra Prima Divisione, Prima Categoria ma soprattutto Promozione, fino alla storica promozione nel Campionato Interregionale ottenuta nel 1990.
L'Agropoli mantenne la categoria per ben 6 anni, per poi retrocedere in Eccellenza nel 1997. Dal 1999 al 2001 militò nuovamente in Promozione (categoria nel frattempo declassata di un livello), per poi risalire in Eccellenza e restarvi sino al 2011, anno in cui venne promosso nuovamente in Serie D
Nei successivi campionati, L'Agropoli conquisterà una salvezza attraverso i playout nella stagione 2012-13, mentre nelle due successive conquisterà il terzo posto perdendo entrambe le volte la finale playoff del girone I. Per la stagione 2015-16 è stato scelto come tecnico Pasquale Santosuosso e la squadra è stata rivoluzionata rispetto agli anni precedenti con l'obiettivo di raggiungere una salvezza tranquilla. Da notare in negativo la sconfitta per 5-0 contro la rivale Gelbison nel "Derby del Cilento" del 24 aprile 2016 al Morra di Vallo della Lucania e in positivo il pareggio insperato sul campo della Cavese e la vittoria in trasferta a Reggio Calabria. Nonostante tutto, una squadra piena di giovani e con poche speranze salvezza, riesce a salvarsi all'ultima giornata pareggiando in casa contro l'Aversa Normanna, evitando la "roulette" dei playout grazie alla classifica avulsa.
Per la stagione 2016-17, la società ha confermato il tecnico Santosuosso e ha annunciato di lottare anche quest'anno per una salvezza tranquilla, grazie all'arrivo di giocatori importanti come l'ex Udinese e Atalanta, Christian Tiboni e tanti altri pronti a dare un forte contributo alla causa cilentana. Dopo 4 anni di Girone I, l'Agropoli disputerà il Girone H insieme a squadre campane, pugliesi, lucane e laziali: la formazione azzurra fatica a lottare per la salvezza e anche il cambio in panchina (da Santosuosso a Sorianiello) non frutterà agli agropolesi che retrocedono in Eccellenza dopo 5 anni e con un distacco dal Madrepietra Daunia di ben 11 punti che non sono sufficienti per disputare i play-out.
Nelle stagioni 2017-2018 e 2018-2019 arriva 2ª nel campionato Campano di Eccellenza e nel giugno 2019 perde la finale dei playoff nazionali con il Brindisi. Nel luglio 2019 viene ripescata in Serie D a completamento organici.
Il ritorno in Serie D parte con i migliori auspici con la presidenza Bisogno coadiuvato dall'ex presidente dell'Avellino, Walter Taccone, ma dopo un inizio abbastanza positivo, la squadra inizia a perdere rovinosamente fino alle dimissioni del tecnico Giuseppe Ferazzoli. Successivamente Taccone abbandona l'Agropoli lasciandola nelle mani di Stefano Bisogno che assume come nuovo allenatore Gianluca Procopio. Nel mese di febbraio, a seguito di una contestazione da parte dei tifosi, Bisogno lascia la società nelle mani del comune e del "Collettivo tifosi agropolesi" i quali riusciranno a salvare il titolo della squadra che nel frattempo aveva accumulato numerosi debiti. Dopo la partita persa in casa contro l'Audace Cerignola, il campionato si ferma per la pandemia Covid-19 con l'Agropoli retrocessa dopo aver collezionato solo 14 punti all'ultimo posto in classifica. 
La stagione 2020/21 vede l'Agropoli ripartire dall'Eccellenza Campania grazie agli sforzi del presidente storico Nicola Volpe con il supporto dei tifosi. A dirigere la squadra sarà il tecnico Carmine Turco. Dopo le prime due giornate di campionato, il torneo viene sospeso a causa della pandemia, si ritornerà a giocare nel mese di Giugno con uno speciale torneo a gironi per decidere le due promosse in Serie D. L'Agropoli supera il proprio girone al terzo posto per poi incontrare l'Audax Cervinara ai quarti di finale dove la squadra di Turco riuscirà ad imporsi con il risultato di 1-0 in trasferta. La semifinale vede l'eliminazione dell'Agropoli in favore della Mariglianese che vola in finale dopo aver maturato il risultato di 2-2 al termine dei tempi supplementari. 
La stagione 2021/22 vede l'ingresso in società del presidente onorario Carmelo Infante con l'obiettivo di ritornare quanto prima nel campionato di Serie D. Come guida tecnica viene scelto l'allenatore Giuseppe Cianfrone alla prima esperienza come allenatore nel campionato di Eccellenza. Dopo un periodo trascorso in cima al girone la squadra cilentana inizia a faticare e dopo aver sostituito l'allenatore Cianfrone con Carlo Sanchez l'Agropoli termina il campionato in terza posizione alle spalle di Angri e San Marzano. Si fermerà nuovamente alle semifinali playoff battuta proprio dal San Marzano.

## Colori e simboli
Il colore ufficiale dell'Agropoli è l'azzurro, mentre il simbolo della squadra è il delfino, simbolo che compare anche sul logo ufficiale del club.

## Strutture

### Stadio
L'Agropoli gioca le sue gare interne nello Stadio Raffaele Guariglia. Inaugurato il 1 novembre 1995, ha una capienza di 5.000 posti ed è situato in Contrada Marotta ad Agropoli, inoltre è dotato di una pista atletica e di una tribuna coperta. L'impianto è raggiungibile attraverso la statale 18 alla uscita Agropoli Sud.
L'Agropoli, fino al 1995, ha giocato le gare interne nello storico Stadio Gino Landolfi, che si trovava in un quartiere popolare della città; diventato inadeguato, dopo un periodo di abbandono e degrado, attualmente (2023) è stato convertito in parcheggio urbano.

## Società
L'U.S. Agropoli 1921 è un'associazione, ed ha sede in Via S. Pio X, c.da Marrota ad Agropoli.

### Sponsor
| Cronologia degli sponsor tecnici - 1921-? ... - ?-oggi Givova | Cronologia degli sponsor ufficiali - 1921-? ... - ?-oggi Perrella |

### Settore giovanile
Il settore giovanile è formato dalla formazione Juniores nazionale.

## Allenatori e presidenti
| Allenatori - 1921-1963 ... - 1963-1964 Vincenzo Margiotta - 1964-1965 ... - 1965-1966 Vincenzo Margiotta - 1966-1973 ... - 1973-1974 Vincenzo Margiotta Vittorio Dalto - 1974-1980 ... - 1980-1981 Giovanni Chiariello - 1980-1983 ... - 1983-1985 Pasquale Santosuosso - 1985-1989 ... - 1989-1991 Pasquale Sabia - 1991-1994 ... - 1994-1995 Pasquale Sabia - 1995-1996 Palumbo Scarfato Vergazzola Palumbo - 1996-1997 ... - 1997-1998 Mario Pietropinto - 1998-2002 ... - 2002-2003 Giovanni Formicola - 2003-2004 ... - 2004-2005 Massimo Agovino Pasquale Santosuosso - 2005-2006 Pasquale Santosuosso - 2006-2007 Gerardo Viscido Giovanni Formicola - 2007-2008 Gaetano Voza Gennaro Volpe Angelo Quaglia - 2008-2009 Pasquale Santosuosso Antonino Gargiulo Carmelo Condemi - 2009-2010 Carmine Turco - 2010-2011 Gennaro Russo Gennaro Volpe Carmelo Condemi - 2011-2012 Francesco Tudisco - 2012-2013 ... - 2013-2014 Egidio Pirozzi - 2014-2015 Egidio Pirozzi Pino Rigoli - 2015-2016 Pasquale Santosuosso - 2016-2017 Pasquale Santosuosso Luigi Sorianiello - 2017-2018 Ciro De Cesare Massimiliano Olivieri - 2018-2019 Gianluca Esposito - 2019-2020 Giuseppe Ferazzoli Gianluca Procopio - 2020-2021 Carmine Turco - 2021-2022 Giuseppe Cianfrone Carlo Sanchez - 2022-2023 Carmine Turco | Presidenti - 1921-1963 ... - 1963-1964 Emanuele Di Sergio - 1963-1973 ... - 1973-1974 B. Meola - 1974-1980 ... - 1980-1981 Emilio Palumbo - 1981-1989 ... - 1989-1990 V. Barlotti - 1990-2002 Paolo Serra - 2002-2003 A. Di Luccio - 2003-2011 ... - 2011-2019 Domenico Cerruti - 2019-2020 Francesco Bisogno - 2020- oggi Nicola Volpe |

## Palmarès

### Competizioni regionali
- Eccellenza: 1

2011-2012 (girone B)
- Promozione: 2

1989-1990 (girone C), 2002-2003 (girone D)
- Prima Categoria: 1

1973-1974

## Statistiche e record

### Partecipazione ai campionati
| Livello              | Categoria                       | Partecipazioni | Debutto   | Ultima stagione | Totale |
| -------------------- | ------------------------------- | -------------- | --------- | --------------- | ------ |
| 4º                   | Serie D                         | 4              | 2014-2015 | 2019-2020       | 4      |
| 5º                   | Campionato Interregionale       | 2              | 1990-1991 | 1991-1992       | 9      |
| 5º                   | Campionato Nazionale Dilettanti | 5              | 1992-1993 | 1996-1997       | 9      |
| 5º                   | Serie D                         | 2              | 2012-2013 | 2013-2014       | 9      |
| 1° Livello Regionale | Eccellenza                      | 18             | 1997-1998 | 2024-2025       | 40     |
| 1° Livello Regionale | Promozione Campania             | 19             | 1967-1968 | 1989-1990       | 40     |
| 1° Livello Regionale | Prima Categoria Campania        | 3              | 1964-1965 | 1966-1967       | 40     |
| 2° Livello Regionale | Promozione Campania             | 4              | 1999-2000 | 2002-2003       | 8      |
| 2° Livello Regionale | Prima Categoria Campania        | 4              | 1971-1972 | 1985-1986       | 8      |

## Tifoseria

### Storia
Gruppi ultras attivi: NO NAME, supporters, NUOVE LEVE.

### Gemellaggi e rivalità
La tifoseria dell'Agropoli è gemellata con quella del Sant'Antonio Abate ed ha un'amicizia con i tifosi del Bisceglie e della Palmese, per poi avere un rispetto reciproco con i tifosi del capoluogo di provincia, cioè con la tifoseria della Salernitana. Sono invece in cattivi rapporti con i tifosi della Polisportiva Santa Maria Cilento 1932, Gelbison, Battipagliese, Cavese, Ebolitana, Nocerina, Angri, Scafatese e Juve Stabia